# Bowringia
Genre
Classification phylogénétique
Bowringia est un genre de plantes à fleurs dicotylédones de la famille des Fabaceae, sous-famille des Faboideae, originaire d'Afrique, d'Asie et de Madagascar, qui comprend deux espèces acceptées.
Ce sont des arbustes grimpants ou des lianes.
Certains auteurs considèrent de genre comme synonyme de Leucomphalos Bentham ex J. E. Planchon.

## Liste d'espèces
Selon The Plant List (31 octobre 2018) :
- Bowringia callicarpa Champ. ex Benth.
- Bowringia discolor J.B.Hall